# The Mail Order Wife
The Mail Order Wife er en amerikansk stumfilm fra 1912.

## Medvirkende
- Francis X. Bushman - Bob Strong
- Bryant Washburn - John White